# Cementerio de Choya
El Cementerio de Choya fue el primer cementerio público de la ciudad de San Fernando del Valle de Catamarca, Catamarca, Argentina. Funcionó durante los años 1857 y 1883. En superficie sólo conserva uno de sus mausoleos por lo que a simple vista se configura como un predio vacío. Por el contrario, los datos arqueológicos mostraron que aun conserva muchas de sus sepulturas en tierra. A lo largo de los años el cementerio ha sido objeto de diversos estudios y de variados proyectos de puesta en valor.

## Ubicación

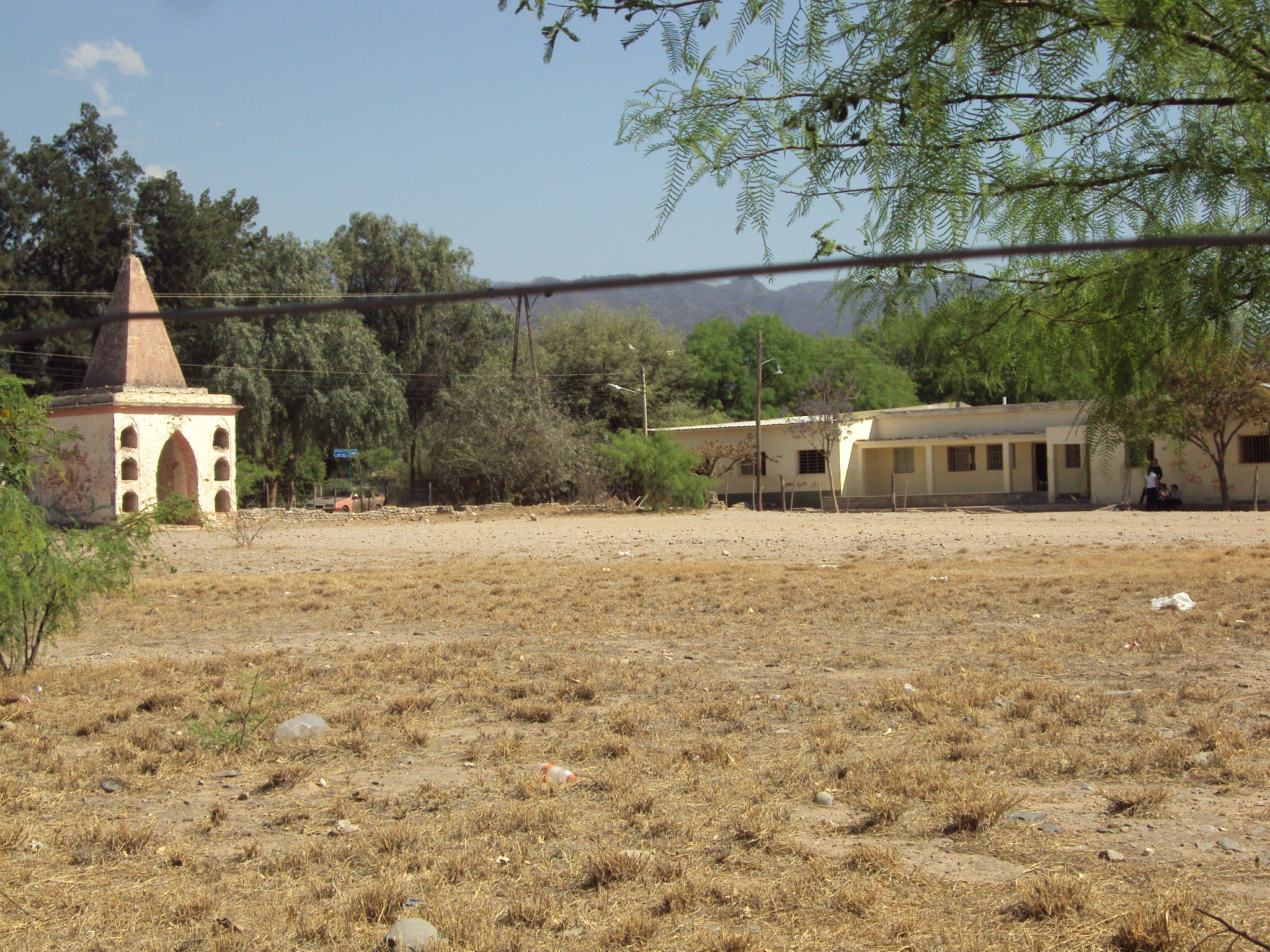
Cementerio de Choya. Año 2011

Se ubica en la zona genéricamente conocida como Choya, en el sector noroeste de San Fernando del Valle de Catamarca, distante 200 m hacia el Oeste de la Avenida Virgen del Valle. Limita por su costado norte, separado por el pasaje Señor de los Milagros, con el Colegio Juan Pablo II (institución de gestión privada dependiente del Obispado de Catamarca) y con las instalaciones de la Iglesia Señor de los Milagros, fundada en el año 1814. En su lado este, colinda con el espacio verde denominado Plaza Juan Pablo II. En su lado sur colinda con la calle Piedra Blanca y, al oeste, con la calle Manuel de Salazar; en ambas se emplazan residencias particulares.

## Configuración a través del tiempo
En 1857, Octaviano Navarro, gobernador de la provincia de Catamarca (Argentina), instaló el primer cementerio público de la ciudad para suplantar al cementerio de la Iglesia Matriz (ubicado en terrenos adyacentes a la actual catedral basílica)  y a los enterratorios realizados en dominios de la Orden Franciscana, en donde era enterrada la “aristocracia” catamarqueña. El mismo permaneció activo durante veintisiete años, siendo clausurado en el año 1884. La instalación del cementerio en Choya se realizó a efectos de erradicar los enterratorios del casco urbano y así dar cumplimiento al Reglamento de Policía de 1856 que advertía la prohibición de realizar sepulturas humanas en cercanía a las áreas de vivienda. 
La mayoría de los entierros fueron practicados utilizando estructuras funerarias subterráneas por lo que su paisaje se constituía de varias estructuras fúnebres al ras del suelo y de escasas edificaciones en altura entre las cuales logró permanecer hasta el año 2020 un recinto cuadrangular dividido en una serie de cámaras interiores, provisto de una cúpula en forma de pirámide en cuyo extremo porta una cruz de hierro forjado. La bibliografía indica que dicho mausoleo que aún se conserva perteneció al propio Gobernador Octaviano Navarro.
El cementerio además contó con vías de circulación interna conformadas por pisos enladrillados que conectaban los diferentes sectores de entierro. Todo el conjunto era rodeado en su perímetro por una muralla compuesta de piedras, adobes y tejas   coloniales cuyo portal de entrada miraba hacia el Este y se hallaba provisto de una puerta de madera con doble hoja y de un arco de medio punto que, sobre su parte más elevada, soportaba una cruz de hierro forjado. Con los años el conjunto fue desintegrándose poco a poco, las tumbas fueron tapadas por la tierra y la vegetación se propagó entre ellas, el muro y el resto de las estructuras.
Finalmente, en el año 1990, los restos aún en pie fueron demolidos y retirados formando, debido a la escasa vegetación, ‘un claro’ cuyos elementos arquitectónicos sobrevivientes pueden ser observados desde casi cualquier espacio abierto que lo rodee. La historiografía local señala que la mayoría de los cuerpos fueron trasladados al cementerio público actual, aunque las excavaciones arqueológicas mostraron que en el terreno aún existen sepulturas.
| Cementerio de Choya |
| --- |
| Ubicación: San Fernando del Valle de Catamarca. Provincia de Catamarca. Argentina. Coordenadas: -28.450242, -65.790136 |
| Creador: Octaviano Navarro                                                                                             |
| Año de fundación: 1857                                                                                                 |
| Año de Clausura: 1883                                                                                                  |
| Características: primer cementerio público de San Fernando del Valle de Catamarca                                      |

## Algunos datos provenientes de los estudios históricos y bioantropológicos
Los estudios llevados adelante por las investigadoras Graciela Neyra y Ediht Valverdi de la Universidad Nacional de Catamarca, determinaron que en el predio del cementerio se inhumaron alrededor de 5041 personas. La mayoría de ellas provenían de la ciudad de San Fernando del Valle de Catamarca y de pueblos vecinos como Choya, Ojo del Agua y La Chacarita. También se inhumaron personas de localidades alejadas de la ciudad capital, a las que los libros de entierro denominaron "extranjeros". De un total de 5041 inhumaciones, 2550 pertenecieron a varones, 2483 a mujeres y 8 indeterminados. 
Las etapas etarias representadas en la población inhumada son: infancia: (de 0 a 3 años) 2407 individuos, niño: (de 4 a 11 años) 465 individuos, adolescentes: (12 a 17 años) 130 individuos, joven: (de 18 a 25 años) 297 individuos, adulto: (de 26 a 60 años) 1338 individuos, senil: (+ de 60 años) 314 individuos, sin datos: 90 individuos. Las causas de muerte asentadas en los libros parroquiales y referidas por Neyra y Valverdi fueron: en niños, "enfermedad de los 7 días" (infecto contagiosa), "falta de desarrollo" ,"traumas al nacer", fiebre, "enfermedad del aire", "coqueluche", pulmonía, "caquexia", "ahogos", "diarrea", "rajadura de cabeza", "quemaduras", "llagas". En adultos:"la indigestión", "enfermedad de costado", hidropesía, "espasmo", "sobre parto", apoplejía, "muchos años", tuberculosis, tisis, pulmonía. Los estudios bioarqueológicos además determinaron evidencias de muerte violenta por traumas en la zona del cráneo.
Las investigadoras también refieren a la población fallecida producto del Cólera, una epidemia que azotó a la provincia desde finales de enero hasta la segunda quincena de marzo del año 1868. Al respecto indican que fallecieron un total de 170 personas (32 niños, 26 adolescente, 84 adultos, 28 seniles). La mayoría de las muertes se produjeron en el mes de febrero (147), mientras que la última muerte registrada por esta enfermedad fue el día 10 de marzo.
Con base en otras fuentes históricas, las investigadoras también reconstruyeron las ocupaciones y profesiones de las personas inhumadas: sirvienta, panadera, lavandera, ama de casa, lechera, mayordomo, jornalero, labrador, relojero, tambero, costurera, sastre, soldado, hacendado, zapatero, beata, albañil, músico, arquitecto, peluquero, fotógrafo, herrero, carpintero, médico, telera, hilandera, militar, sacerdote, estudiante, peluquero, comerciante, estanciero, abastecedor.

## El Cementerio en relación con el desarrollo urbano de Choya
Distante 3 km del núcleo fundacional de la ciudad de San Fernando del Valle de Catamarca, por muchos años el cementerio se encontró alejado del conglomerado urbano. Los asentamientos que se hallaban emplazados a menor distancia, salvo algunas excepciones, eran asentamientos rurales que en su mayoría se ubicaban hacia el suroeste aproximadamente a 1 km de distancia en cercanías al arroyo La Florida y al área del actual dique El Jumeal.
La situación de relativo aislamiento señalada fue modificándose en función del progresivo desarrollo de la ciudad. Especialmente desde la década de 1960 cuando un marcado crecimiento poblacional determinó la aparición de asentamientos por fuera de lo que se conoce como las cuatro avenidas principales de la ciudad. Hacia el norte, en el área de Choya, se consolidaron los Barrios El Mástil (a 1 km), Mariano Moreno, General Paz y 38 viviendas. En la década de 1970 lo hicieron los barrios Allés Bosch y Choya (hoy La Unión)- ubicados entre el Bº El Mástil y el predio del cementerio-, hacia el noroeste el barrio El Milagro y al noreste el barrio San Martín de Porres. En la década del 1980 se desarrollaron los barrios El Jumeal, Lomas del Mirador y Parque Norte. A partir de la década de 1990 se produce un aumento poblacional en la provincia, lo que se traduce en la aparición paulatina de nuevos barrios como ser en la zona de Choya, la residencias construidas por el Instituto Provincial de la Vivienda, los barrios 144 viviendas, Centenario, Antártida Argentina, 50 viviendas, Mutual del Magisterio, 48 viviendas, 32 viviendas, entre otros. 
El crecimiento urbano de la zona fue "encerrando" al Cementerio de Choya hasta dejarlo incluido en la geografía plena de la ciudad. Lo que fuera antes un espacio alejado de toda vivienda por mandatos de salubridad del siglo XIX, se convirtió en un elemento cotidiano y próximo para cientos de personas que convivieron y aún conviven día a día con lo que queda de sus estructuras. Por tal motivo, luego de permanecer 77 años casi en soledad, el Cementerio de Choya experimentó un proceso de puesta en valor particular que, a su vez, estuvo ligado al proceso de crecimiento urbano.

## Proceso de Puesta en Valor
A comienzos de la década de 1980, el arqueólogo Néstor Kriscautzky había presentado a las autoridades de la provincia una propuesta de acondicionamiento para la exhibición turística de las estructuras del cementerio. Luego, en el año 1985 (es decir, cinco años antes de la fecha en que se realizó la demolición de la estructura del cementerio) mediante la Ley provincial N.º 4.327 el gobierno declaró tanto a la Iglesia de Choya como a la Plaza de La Paz (hoy Juan Pablo II) y a la Av. Moisés Varela (hoy Av. Virgen del Valle) Monumento Histórico Provincial. Un año después el gobierno de la ciudad, mediante la Ordenanza N.º 1.453, en su artículo N.º 2 Inciso F, dejó establecido que la preservación de la Plaza de Choya y su entorno quedaba bajo su tutela, siendo su responsabilidad salvaguardar la integridad de los mismos. Situación que se reforzaría cuando en el año 1993, mediante la Ordenanza N.º 2.588, se estableció que dicha plaza pasaba a conformar un Lugar Histórico de la ciudad.  
Como muestra del interés, protagonismo y reconocimiento en cuanto atractivo cultural y paisajístico del Cementerio de Choya en el ámbito provincial y nacional vale mencionar que en el año 1973 y como parte del documental musical “Argentinísima II” dirigido por Fernando Ayala y Héctor Olivera, el grupo folklórico Los Chalchaleros interpretó la samba “Cantale Chango a mi tierra” en diferentes escenarios naturales de Catamarca. Una de esas postales elegidas para el film fue el portal de entrada del cementerio (Argentinísima II min. 2.27) 
No obstante este manifiesto interés, y a  pesar de las legislaciones provinciales y ordenanzas municipales y de las declaratorias de protección que incluían al entorno paisajístico, en la década de 1990 las estructuras sobre la superficie del predio fueron arrasadas con topadoras por orden del Obispado de Catamarca. 
Durante el año 2006, la Dirección de Patrimonio de la Municipalidad de San Fernando del Valle de Catamarca elaboró un Proyecto de Puesta en Valor Turístico Patrimonial para lo que ella misma denominó "Espacio Histórico de Choya". Dicho proyecto se proponía transformar el predio en una plazoleta la cual contaría con mobiliario para descanso, cartelería en donde se expusiera la historia del cementerio, una reconstrucción arquitectónica parcial del muro perimetral que cerraba originalmente al predio, la exhibición de la antiguas caminerías, la restauración completa del mausoleo que aún sigue en pie, entre otras cosas. 
En tal sentido, el municipio capitalino realizó excavaciones arqueológicas en los que recuperó parte de los cimientos del muro perimetral, parte de las sendas de ladrillo que comunicaba los distintos sectores del cementerio como así también varias sepulturas que aún no habían sido removidas. Las excavaciones arqueológicas que se realizaron también recuperaron material de los periodos colonial y republicano (fragmentos de vidrio, botones de cerámica, clavos de hierro y fragmentos de madera provenientes de los ataúdes) y gran cantidad de fragmentos cerámicos prehispánicos pertenecientes al Estilo Cerámico de la Cultura de La Aguada, lo que probó que en la zona habitaron grupos humanos con al menos una anterioridad de 1700 años antes del presente. 
Si bien parecía que el cementerio finalmente iba a encontrar la reivindicación histórica y cultural que algunos anhelaban, el Obispado no autorizó al municipio capitalino seguir adelante con el proyecto, por lo que todas las obras fueron detenidas. De esta manera el cementerio volvió al estado de abandono que tuvo desde que se demolieron y quitaron sus estructuras superficiales en la década de los 90.

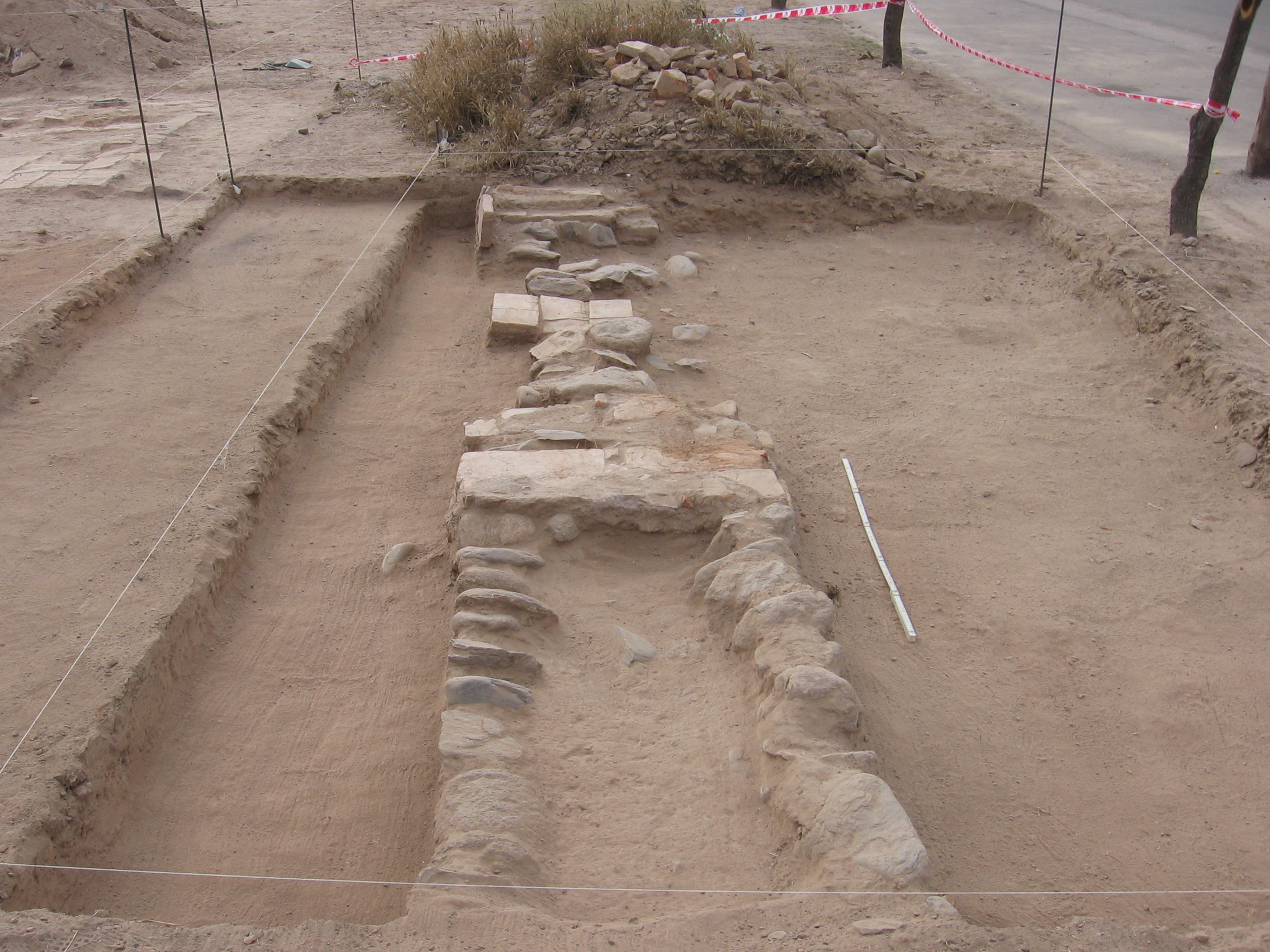
Parte de los cimientos del muro perimetral, recuperados en excavaciones arqueológicas

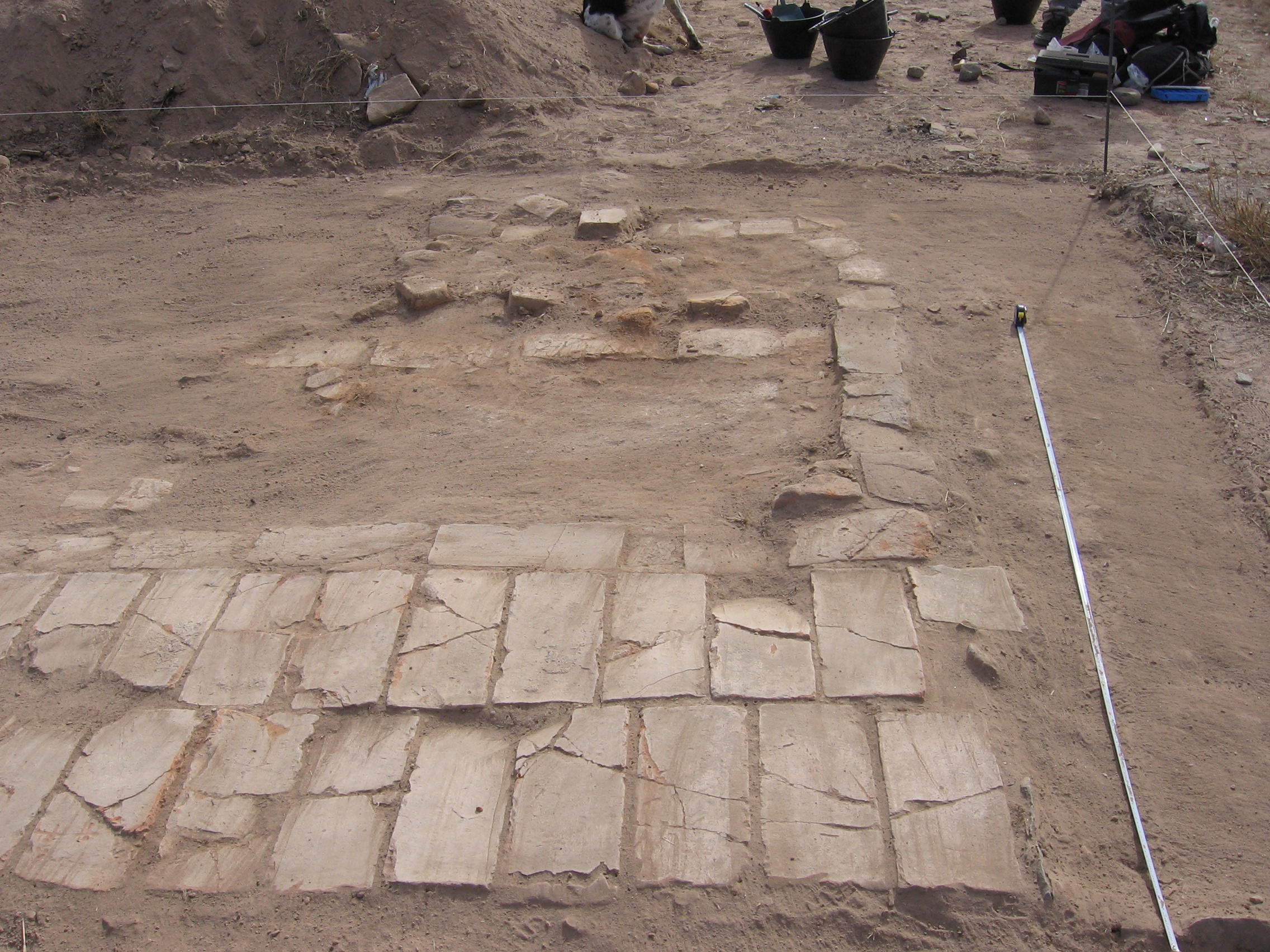
Tumbas en suelo sin remosión y parte de las antiguas sendas de ladrillo, recuperadas durante las excavaciones arqueológicas

En el año 2017, la Dirección Provincial de Patrimonio Cultural volvió a plantearle al Obispado la necesidad de "recuperar" ese sitio -espacio- histórico, pero otra vez y luego de negociaciones infructuosas, la institución eclesiástica no autorizó las acciones de puesta en valor patrimonial. Por el contrario, y aduciendo que poseían los títulos de propiedad del predio, comenzó a construir una ampliación para el Colegio Juan Pablo II sobre el terreno, una obra que fuera resistida por los vecinos del lugar, especialistas que trabajaron en el sitio años anteriores y por la Red Iberoamericana de Gestión y Preservación de Cementerios Patrimoniales . Si bien la provincia pudo dilatar estas acciones, hoy el sitio se encuentra avasallado por un tinglado de chapas y numerosas columnas de metal dispuestas en toda su superficie. Las obras de ampliación del Colegio Juan Pablo II, proyectadas por el Obispado de Catamarca, se encuentran hasta el año 2020 inconclusas. 